# سيري فون إيسن
سيري فون إيسن هي سيغريد صوفيا ماتيلدا إليزابيت فون إيسن (17 أغسطس 1850 - 22 أبريل 1912) ولدت في بورفو في فنلندا، وهي ممثلة فنلندية ناطقة بالسويدية وتمتد اصولها إلى السويد، امتدت حياتها المهنية في التمثيل حوالي 15 عامًا، ظهرت خلالها في عدد من المسرحيات التي كتبها الكاتب والمسرح السويدي أوغست ستريندبرغ خصيصًا لها.

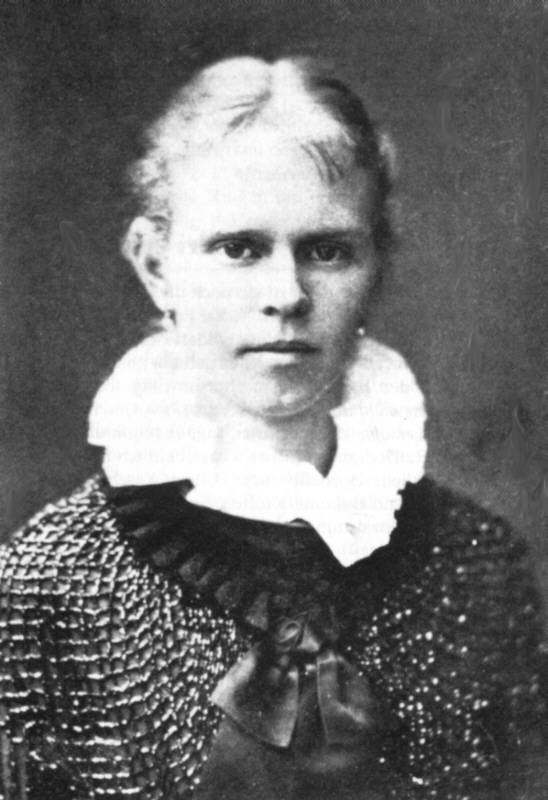
Siri von Essen، سيري فون ايسن

## الأسرة والحياة الشخصية
سيري فون إيسن هي ابنة القبطان السويدي الفنلندي النبيل ومالك الأرض والنبيل كارل رينهولد فون إيسن وإليزابيث شارلوتا إن دي بيتو. تزوجت من الرائد البارون كارل جوستاف رانجيل أف سوس (1842-1913) في العام 1872، وأنجبت منه ابنة تدعى سيجريد. انفصلا عام 1876. في عام 1877، تزوجت من الكاتب والكاتب المسرحي السويدي أوغست ستريندبرغ. في ذلك الوقت، اعتبر زواجها من ستريندبرغ فضيحة لأنه على الرغم من أن زوج فون إيسن الأول كان قد ارتكب الزنا، إلا أنه قد تم إلقاء اللوم على ستريندبرغ في فسخ زواجهما. وكذلك كان أحد العوامل المساهمة في الفضيحة هو حقيقة أن ستريندبرغ كان يعتبر غير مناسب اجتماعيًا كزوج لأحد أفراد طبقة النبلاء. أنجبا معًا أربعة أطفال: ثلاث بنات، كرستين (مواليد 1878)، توفيت بعد الولادة بفترة وجيزة، كارين سميرنوف (مواليد 1880) وغريتا (مواليد 1881) وهانز (مواليد 1884 في لوزان، سويسرا). انفصلا في عام 1891، بعد أن اشتبهت ستريندبرغ في أن فون إيسن على علاقة طويلة الأمد مع صديقتها الحميمة، المرأة الدنماركية ماري ديفيد. تسببت غيرة أوغست ستريندبرغ وكراهيته لماري ديفيد في حدوث خلاف حاد في الزواج خلال سنواته الأخيرة.
كان الزواج المضطرب بين فون إيسن وستريندبرغ مصدر مادة لعدد من مسرحيات ستريندبرغ، والتي غالبًا ما تتميز بعلاقات غير سعيدة، مثل رواية "الدفاع عن الأحمق"، والتي بدأها عام 1887.
في العام 1919 نُشرت مجموعة مختارة من مراسلات سيري وأوغست عن الأعوام من 1875 إلى 1876 تحت عنوان "هو وهي"؛ كان ستريندبرغ يهدف لطباعة تلك المراسلات في منتصف ثمانينيات القرن التاسع عشر أي حوالي 1885 كتكملة لرواية سيرته الذاتية "ابن المرأة الخادمة"، لكن ناشريه رفضوا ذلك.

## مهنة التمثيل
أرادت فون إبسن نفسها أن تكون ممثلة منذ الطفولة، لكن لم يكن هذا يعتبر مهنة مناسبة لسيدة نبيلة. تم منعها من التصرف أولاً من قبل والدها ولاحقًا من قبل زوجها الأول، وهذا أحد أسباب طلاقها له. ومع ذلك، شجعها ستريندبرغ على القيام بالتمثيل. لم تسجل في أكاديمية التدريب المسرحي الملكي، وبدلاً من ذلك درست الدراما بشكل خاص تحت وصاية كنوت الملوف وبيتي ديلاند. في أوائل عام 1877 ظهرت لأول مرة في المسرح الدرامي الملكي في ستوكهولم في عملين: أخذت دور كاميل في مسرحية " En Teaterpjäs" من تأليف لويس ليروي L. Leroy ولعبت دور Jane Eyre في مسرحية شارلوت بيرش فايفر. اعتبر ظهورها الأول نجاحًا معتدلاً، وقد شاركت كممثلة في المسرح الدرامي الملكي الذي استمر حتى عام 1881. غنت أيضًا في المسرح السويدي في هلسنكي، فنلندا، خلال الفترة 1882-1893. كانت مديرة وسيدة رائدة في مسرح تجريبي إسكندنافي أسسه ستريندبرغ في كوبنهاغن عام 1889 كذلك عملت كمُدرسة بالوكالة في هلسنكي منذ عام 1894؛ وكانت مارثا هيدمان واحدة من طلابها، وعلى الرغم من أن النقاد أشادوا بشكل عام بنعمتها وطريقتها الطبيعية في التمثيل وذكاء تفسيراتها، إلا أنهم لاحظوا أيضًا أن أداءها يفتقر إلى الطاقة والعاطفة وأن صوتها ضعيف. كتب لها ستريندبرغ العديد من المسرحيات التي صممت لعرض أسلوبها التمثيلي - من بينها الآنسة جولي والائتمان (دور تيكلا)، ويُعتقد أنها نجحت بشكل أفضل في هذه الأدوار، بعد عام 1877، كتبت فون إيسن مقالات في الصحف والمنشورات وقامت بترجمة مسرحيات، كذلك في عام 1876 عملت كمراسلة لصحيفة Morgenbladet في هيلسينغفورز، وفي كوبنهاغن، الدنمارك في عام 1881. واصلت عملها في الترجمة بعد انتقالها إلى فنلندا في عام 1893. وقدمت أيضًا حفلات موسيقية.
بعد طلاقها من ستريندبرغ في عام 1893، عادت فون إلى فنلندا، وواصلت مسيرتها المسرحية على نطاق صغير. لكنها كانت منهكة بعد حياة قاسية وفي بعض الأحيان فقيرة، حيث أنجبت العديد من الأطفال، لم تلتق هي وأوغست ستريندبرغ مرة أخرى، ولكن - كما لو كان عملاً إيمانيًا - ماتا في وقت واحد تقريبًا ودُفنت في نفس مقبرة ستريندبرغ، قبل أسبوعين فقط من موعده.

## في الثقافة الشعبية
في العام 1978 ، قدم المؤلف السويدي بير أولوف إنكويست عرضه الأول لمسرحيته التي تركز على ستريندبرغ "ليلة التريباديس: مسرحية من عام 1889 (أعيدت تسميتها لاحقًا The Tribades) ، والتي تعتبر فيها فون إيسن الشخصية الرئيسية.